# Aanslag op Amsterdam (1650)

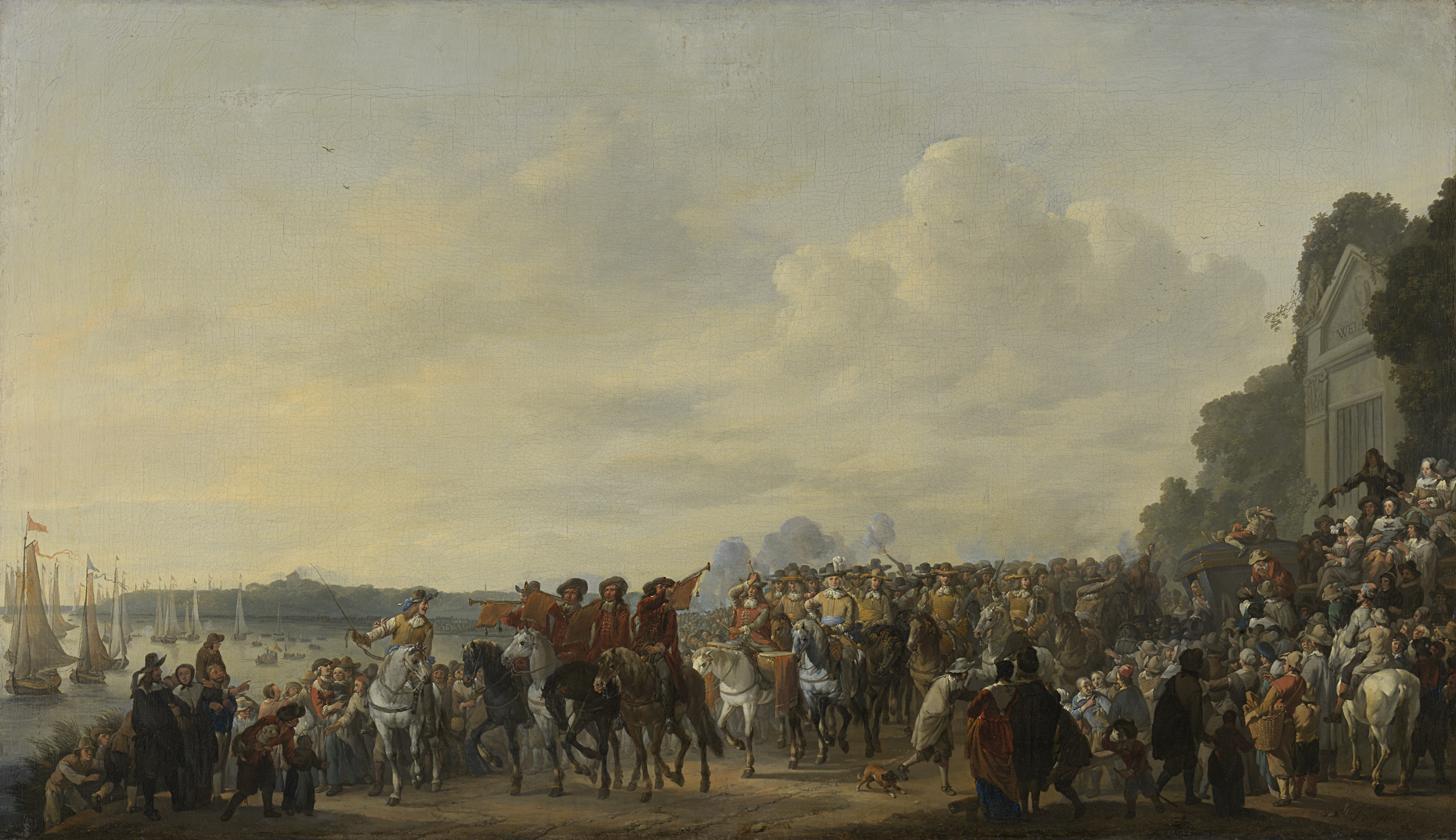
Mogelijk verbeeldt dit schilderij van Johannes Lingelbach het halthouden van de oprukkende prinselijke troepen bij de buitenplaats Welna aan de Amstel tijdens de aanslag van Willem II op Amsterdam.

De aanslag op Amsterdam in juli 1650 was onderdeel van een geplande staatsgreep van stadhouder Willem II van Oranje om de macht van met name de Hollandse regenten in de Republiek der Zeven Verenigde Nederlanden te breken. De aanslag mislukte omdat het leger van de Friese stadhouder Willem Frederik van Nassau-Dietz op weg naar Amsterdam in de nacht van 29 op 30 juli verdwaald raakte in de regen en werd ontdekt; eenmaal gewaarschuwd had de stad genoeg tijd om zich te bewapenen tegen een aanval. De couppoging maakte het huis Oranje-Nassau een tijdlang zeer impopulair en was een van de redenen voor het ontstaan van het Eerste Stadhouderloze Tijdperk (1650–1672).

## Achtergrond
De oorsprong van het conflict lag in onenigheid over het beëindigen van de Tachtigjarige Oorlog. De gewesten Utrecht en Zeeland en Willem II wilden de oorlog voortzetten: Utrecht voor betere vredesvoorwaarden, Zeeland om de Vlaamse havens te kunnen blijven blokkeren, Willem II omdat militaire successen hem meer aanzien en macht zouden geven. De andere gewesten geleid door Holland wilden vrede om de handel veilig te stellen en de kosten voor het legeronderhoud te beperken. De laatsten kregen uiteindelijk hun zin met de Vrede van Münster in 1648.
Begin 1649 bestond het leger nog uit 35.000 man en Holland (en dan vooral Amsterdam) wilde dat terugbrengen tot 26.000. Na onderhandelen waren er in de zomer als compromis nog 29.250 over. Willem II wilde echter een strafexpeditie leiden naar Engeland, waar zijn schoonvader koning Karel I op 30 januari 1649 was onthoofd en de republiek uitgeroepen, terwijl de Staten van Holland aandrongen op verdere troepenreductie.
Willem II beraamde plannen om zijn zin te krijgen. Eind 1649 werd er een vals pamflet, later bekend als De elf artikelen, verspreid dat beweerde dat Amsterdam van plan was om met Engeland een aanval te plegen tegen de andere zes gewesten en iedereen in Holland die tegen Amsterdam was; vermoedelijk had Willem II dit gerucht laten verspreiden om sympathie voor zijn zaak tegen Amsterdam te winnen. Hij wilde zijn plannen uitvoeren in het voorjaar van 1650, uit de astrologische overtuiging dat de stand van de Maan, Mars en Saturnus dan gunstig zou zijn voor een verandering van regering, maar hij zou uiteindelijk pas in de zomer in actie komen. In mei 1650 besloten de Staten van Holland met 11 tegen 8 stemmen tot afdanking van troepen en weigerden voortaan een deel van de nog overgebleven troepen te betalen. De Staten-Generaal noemden de resolutie van Holland illegaal, waardoor in de Republiek een politieke crisis ontstond. De Staten-Generaal stelden dat defensie een taak was van de hele Unie en niet van de aangesloten gewesten: Holland diende zijn deel te betalen. Moreel gesteund door de Staten-Generaal, besloot Willem II eerst een commissie (met zichzelf aan het hoofd) aan te stellen die bij de Hollandse steden langsging om te pleiten voor een groot leger, maar zonder succes. Toen ging hij over op dwang.

## Mislukte aanslag
De Friese stadhouder Willem Frederik van Nassau-Dietz trok op bevel van Willem II in de nacht van 29 juli over de Veluwe op naar Amsterdam om de stad bij verrassing in te nemen en te dwingen tot de uitbetaling van de soldij. Twee van de drie compagnieën, onder Cornelis van Aerssen en Frederik van Dohna, raakten 's nachts in de regen echter de weg kwijt op de mistige hei bij Hilversum. Een postbode uit Hamburg op weg naar Amsterdam trof de manschappen aan en waarschuwde Gerard Andriesz. Bicker (1622–1666), de drost van Muiden, die onmiddellijk naar Amsterdam vertrok om burgemeester Cornelis Bicker, zijn oom, te waarschuwen. Deze en oud-burgemeester Andries Bicker brachten de schutterij in paraatheid, namen 2.000 waardgelders aan, lieten de bruggen ophalen, de poorten sluiten en het geschut in stelling brengen. Pas rond negen uur 's ochtends bereikten de stadhouderlijke troepen Abcoude. Nu een berenning onmogelijk was geworden, sloegen ze het kamp op voor de stad Amsterdam. Voorlopig werd een aanval uitgesteld.
Ondertussen liet Willem II zes vooraanstaande leden van de Staten van Holland arresteren; de afgevaardigden van Haarlem, Delft, Hoorn, Medemblik en Dordrecht, in de persoon van Jacob de Witt werden onder strenge bewaking afgevoerd naar slot Loevestein, sommige vergezeld van hun knecht of zoon.
Op 3 augustus lagen er zeventig compagnieën onder bevel van Willem Frederik van Nassau-Dietz voor Abcoude. Burgemeester Cornelis Bicker nam de leiding in de stad Amsterdam. Willem besloot tot onderhandelingen met de factie-Oetgens, tegenstanders van de regentenfamilie Bicker. Op voorwaarde dat Andries en Cornelis Bicker uit hun functies werden gezet, zou Willem zijn troepen weer terugtrekken.

## Nasleep

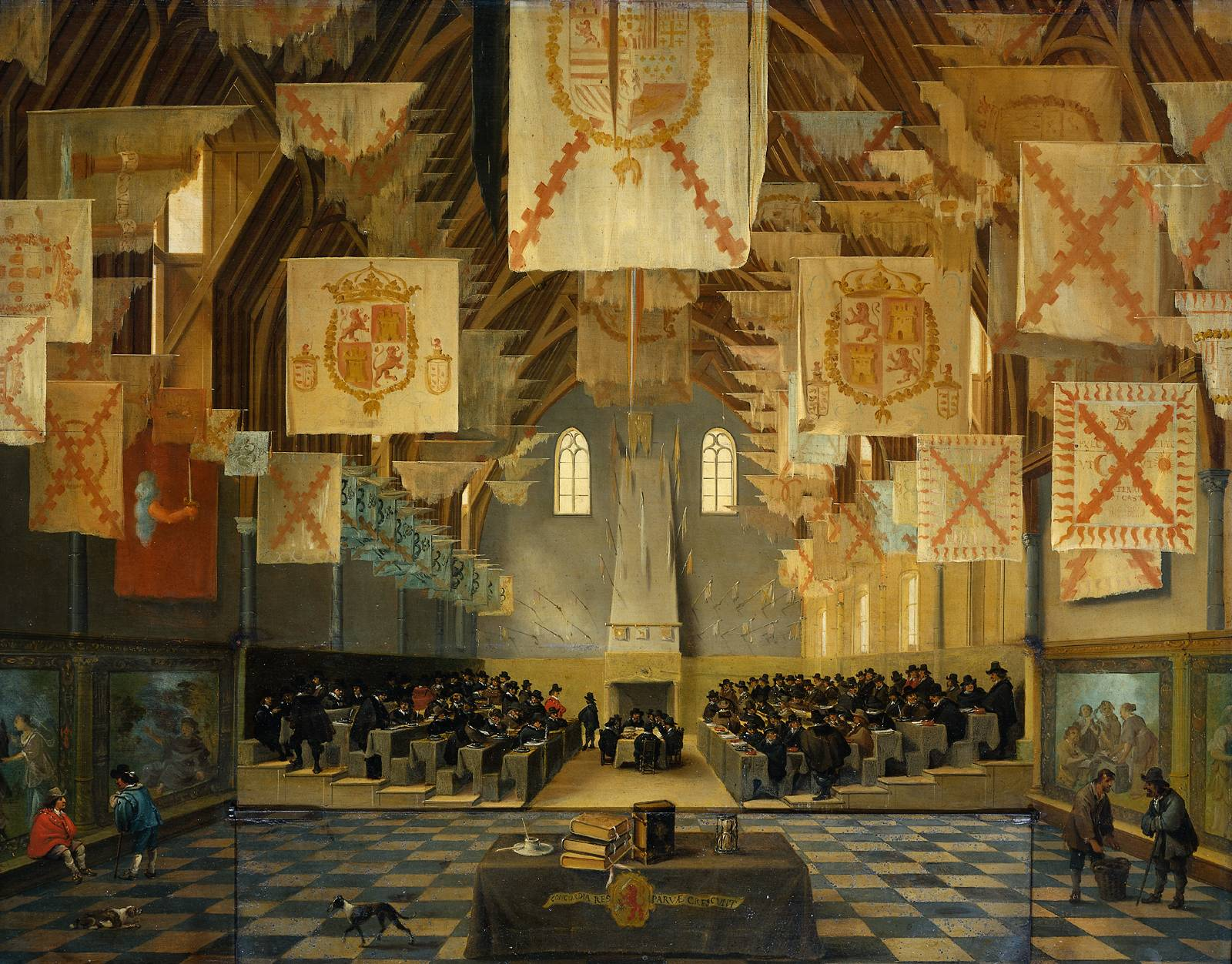
Tijdens de Grote Vergadering van 1651 werd besloten om geen nieuwe stadhouder aan te stellen, het begin van het Eerste Stadhouderloze Tijdperk.

De staatsgreep was grotendeels mislukt doordat de aanslag op Amsterdam faalde. Onder druk van de Staten werden de Loevesteinse regenten tussen 17 en 22 augustus een voor een vrijgelaten. De regenten beseften nu dat de stadhouder bereid was tot geweld om zijn macht te handhaven en vergroten. Hiermee ontstond onder de regenten de zogeheten Loevesteinse factie, die streefden naar een republiek zonder Oranje. Voor 1650 was er weinig animo geweest om de staatsvorm van de Republiek, en de rol van het stadhouderschap daarin, te rechtvaardigen dan wel te willen hervormen (Hugo de Groot, een uitzondering, had in Oudtheyt vande Batavische nu Hollandsche Republique (1610) vooral het eerste gedaan). Aan de Universiteit Leiden hielden professoren hun studenten zelfs voor dat een gematigde monarchie de beste regeringsvorm was. Na de couppoging van Willem II in juli 1650 veranderde de verstandhouding echter radicaal.
Op 6 november overleed Willem II onverwacht op 24-jarige leeftijd aan de pokken. Even later beviel op 14 november de prinses-weduwe Maria Henriëtte Stuart van een zoon, de latere koning-stadhouder Willem III.  Groningen en Drenthe besloten na de plotselinge dood van Willem II, Willem Frederik van Nassau ook tot hun stadhouder te benoemen. Zijn pogingen ook door de andere gewesten aanvaard te worden als regent voor Willem III liepen echter op niets uit (alleen in Overijssel werd hij door twee derde van het gewest als zodanig erkend). Met de mislukte stadhouderlijke staatsgreep nog vers in het geheugen kwam het ontbreken van een stadhouder hen goed uit. Daarmee begon voor de rest van de Republiek het Eerste Stadhouderloze Tijdperk. Tijdens de Grote Vergadering van 1651 besloten deze gewesten definitief om geen nieuwe stadhouder aan te stellen. In de Akte van Seclusie, vredesvoorwaarde voor de Nederlandse nederlaag in de Eerste Engelse Zeeoorlog (1652–54), beloofden de Staten van Holland het Engelse Gemenebest bovendien om Willem III nooit als stadhouder aan te stellen en in zijn Deductie zou de Loevesteinse leider Johan de Witt dit besluit succesvol verdedigen tegenover de Staten-Generaal. Deze situatie bleef van kracht tot het rampjaar 1672.